# 티파니 제루데
티파니 제루데(프랑스어: Tiffany Géroudet, 1986년 9월 3일~)는 스위스의 전직 펜싱 선수로 주 종목은 에페이다.